# Liegi-Bastogne-Liegi 1954
La Liegi-Bastogne-Liegi 1954, quarantesima edizione della corsa, fu disputata il 9 maggio 1954 per un percorso di 236 km. Fu vinta dal lussemburghese Marcel Ernzer, giunto al traguardo in 6h56'16" alla media di 34,016 km/h, precedendo il belga Raymond Impanis e lo svizzero Ferdi Kübler. 
I corridori che portarono a termine la gara al traguardo di Liegi furono in totale 31.

## Ordine d'arrivo (Top 10)
| Pos. | Corridore             | Squadra            | Tempo    |
| ---- | --------------------- | ------------------ | -------- |
| 1    | Marcel Ernzer         | Terrot-Hutchinson  | 6h56'16" |
| 2    | Raymond Impanis       | Mercier-Hutchinson | a 2'40"  |
| 3    | Ferdi Kübler          | Fiorelli           | a 3'51"  |
| 4    | Henri Van Kerckhove   | Peugeot-Dunlop     | a 4'20"  |
| 5    | Marcel De Mulder      | Terrot-Hutchinson  | s.t.     |
| 6    | Raoul Rémy            | Mercier-Hutchinson | a 4'28"  |
| 7    | Roger Decock          | Bertin             | s.t.     |
| 8    | Maurice Quentin       | Alcyon-Dunlop      | s.t.     |
| 9    | Alfons Van Den Brande | Girardengo         | s.t.     |
| 10   | Pino Cerami           | Peugeot-Dunlop     | s.t.     |